# 国家会展中心站 (天津市)
国家会展中心站是一个位于中国天津市津南区咸水沽镇国展大道下方，属于天津地铁1号线的地铁车站，本站原名北洋村站，2021年5月12日更为现名。

## 车站结构
国家会展中心站站厅位于车站地下一层，站厅内设有地铁客服中心，可为乘客提供人工购票及地铁储值卡的发售充值、失物招领等服务。另外，站厅内还设有自动售票机、验票机等自助服务设施。站台位于车站地下二层，为岛式站台，并设有全高式屏蔽门。车站总建筑面积34869平方米。
| 地面              | 出入口 | A、B、C、D、E、F出入口                                                                                  |
| 地下一层          | 站厅   | 客服中心、自动售票机、验票机                                                                            |
| 地下二层          | 站台   | \| \| \| █ 1号线往刘园（高庄子） \| \| 島式 · 開左邊车门 \| \| \| \| \| \| █ 1号线往双桥河（国瑞路） \| |
|                   |        | █ 1号线往刘园（高庄子）                                                                                 |
| 島式 · 開左邊车门 |        | |
|                   |        | █ 1号线往双桥河（国瑞路）                                                                               |

## 车站出口
国家会展中心站共设6个出口，各出口及周围设施如下所示：
|          |      |              |                                                                                            |
| 出口编号 | 图片 | 地点         | 可到达目的地                                                                               |
| 出口 · A |      | 国展大道东侧 |                                                                                            |
| 出口 · B |      | 国展大道东侧 |                                                                                            |
| 出口 · C |      | 国展大道东侧 |                                                                                            |
| 出口 · D |      | 国展大道西侧 | 集散广场、无障碍通道及电梯、国家会展中心12号门、天津轻工职业技术学院、天津现代职业技术学院 |
| 出口 · E |      | 国展大道西侧 | 集散广场、国家会展中心15号门、天津轻工职业技术学院、天津现代职业技术学院                   |
| 出口 · F |      | 国展大道西侧 |                                                                                            |

## 换乘交通
| 公共汽车线路 \| 编号 \| 编号 \| 线路 \| 线路 \| 线路 \| 收费 \| 运营商 \| 备注 \| \| ---- \| ---- \| ------------------ \| ---- \| ------------------ \| ---- \| ---------- \| -------- \| \| \| 202 \| 国家会展中心公交站 \| ⇆ \| 天南大新址公交站 \| 2元 \| 公交二公司 \| \| \| \| 228 \| 国家会展中心公交站 \| ⇆ \| 津南新城公交站 \| 2元 \| 公交二公司 \| \| \| \| 309 \| 渌水道公交站 \| ⇆ \| 国家会展中心公交站 \| 2元 \| 公交二公司 \| 定点班线 \| |      |                    |      |                    |      |            |          |
| 编号 | 编号 | 线路               | 线路 | 线路               | 收费 | 运营商     | 备注     |
| | 202  | 国家会展中心公交站 | ⇆    | 天南大新址公交站   | 2元  | 公交二公司 |          |
| | 228  | 国家会展中心公交站 | ⇆    | 津南新城公交站     | 2元  | 公交二公司 |          |
| | 309  | 渌水道公交站       | ⇆    | 国家会展中心公交站 | 2元  | 公交二公司 | 定点班线 |

| 编号 | 编号 | 线路               | 线路 | 线路               | 收费 | 运营商     | 备注     |
| ---- | ---- | ------------------ | ---- | ------------------ | ---- | ---------- | -------- |
|      | 202  | 国家会展中心公交站 | ⇆    | 天南大新址公交站   | 2元  | 公交二公司 |          |
|      | 228  | 国家会展中心公交站 | ⇆    | 津南新城公交站     | 2元  | 公交二公司 |          |
|      | 309  | 渌水道公交站       | ⇆    | 国家会展中心公交站 | 2元  | 公交二公司 | 定点班线 |

## 车站历史
- 2019年12月28日，随天津地铁1号线东延线开通启用。
- 2021年5月12日，本站更名为国家会展中心站[1]。
- 2023年12月27日，A、F口开通运营。